# Jujubinus curinii
Jujubinus curinii is een slakkensoort uit de familie van de Trochidae. De wetenschappelijke naam van de soort is voor het eerst geldig gepubliceerd in 2006 door Bogi & Campani.